# Hans van Ginkel
Johannes Auguste (Hans) van Ginkel (Kota Radja, 22 juni 1940 – De Bilt, 27 juli 2023) was een Nederlands sociaal geograaf en hoogleraar sociale geografie aan de Universiteit Utrecht. Hij was ook rector magnificus aan deze universiteit en rector van de United Nations University in Tokio.

## Levensloop
Hans van Ginkel werd geboren in Kota-Radja, het tegenwoordige Banda Aceh op Sumatra. Zijn vader was beroepsmilitair. Tijdens de Japanse bezetting werd Van Ginkel met zijn moeder en broer geïnterneerd in een Japans gevangenenkamp. Zijn vader moest als dwangarbeider werken aan de Birma-spoorweg. Zijn moeder overleed in het kamp. Na de Japanse capitulatie reisden de broers naar Nederland, waar ze werden herenigd met hun vader. Van 1948-1951 verbleef het gezin Van Ginkel weer in Indonesië. In 1951 kwamen ze opnieuw terug naar Nederland.

### Studietijd
Van Ginkel behaalde in 1958 het eindexamen HBS-B in Roermond. Hij studeerde daarna sociale geografie en geschiedenis aan de Rijksuniversiteit Utrecht. Hij volgde colleges bij de sociaal geografen Adriaan de Vooys en Chris van Paassen en de historicus Willem Coolhaas. Gedurende het academisch jaar 1963-1964 was Van Ginkel bestuursvoorzitter van de studievereniging V.U.G.S.. Later zou hij tot erelid van de V.U.G.S. benoemd worden.
Voor zijn afstuderen werd hij benoemd tot leraar aardrijkskunde in Arnhem (1965). In datzelfde jaar huwde hij Bep Teepen. In 1966 behaalde Van Ginkel zijn doctoraal examen (cum laude). Het onderwerp van zijn doctoraalscriptie was de morfologie en de functie van oude Zuidoost-Aziatische steden in het begin van de 17e eeuw. Met het doctoraal examen verwierf hij ook een eerstegraads lesbevoegdheid voor aardrijkskunde en geschiedenis.

### Wetenschappelijk medewerker
Van Ginkel bleef niet lang leraar. In 1968 aanvaardde hij op verzoek van prof. De Vooys een aanstelling als lid van de wetenschappelijke staf van het Geografisch Instituut in Utrecht. Naast zijn onderwijstaak werkte hij aan een proefschrift over de structuur en functie van oude steden in Thailand. Het onderwerp lag op het kruisvlak van zijn interesse in geografie, geschiedenis en Zuidoost-Azië. In 1969 verbleef hij een half jaar in Thailand voor archiefonderzoek en veldwerk.
In de jaren zeventig groeide het aantal studenten sociale geografie explosief, zodat het werk aan het proefschrift kwam stil te liggen. Het onderwijs en het bestuur vergden veel tijd. In 1972 ging het project ‘Middengebied Randstad’ van start, een opdracht van de Rijksplanologische Dienst. Van Ginkel kreeg de leiding over het deelonderzoek 'mensen en wonen' en legde daarmee de basis voor zijn definitieve promotie-onderzoek over de woonmilieus in de Randstad. Hij promoveerde in 1979 cum laude op het proefschrift Suburbanisatie en recente woonmilieus.

### Hoogleraar, decaan en rector magnificus
Een jaar na zijn promotie werd Van Ginkel benoemd tot hoogleraar Algemene Sociale Geografie in Utrecht en een jaar later werd hij decaan van de Interfaculteit der Aardrijkskunde Prehistorie, zoals de faculteit Ruimtelijke Wetenschappen toen heette.
In 1986 volgde zijn benoeming tot rector van de Utrechtse universiteit. Als rector heeft Van Ginkel veel betekend voor het tot stand komen van duurzame relaties tussen universiteiten. Paul van Lindert (2001, 71) schrijft daarover: “Hij verloochende daarbij niet dat hij als geograaf een bijzondere roeping had. Zo hield hij tijdens een van zijn werkbezoeken aan de Universidad Mayor de San Simón (UMSS) in Bolivia voor de vuist weg een pleidooi voor de ontwikkeling van een moderne geografie aan die universiteit, dat zoveel indruk heeft gemaakt dat daarover nu nog wordt gesproken. Hans verliet het land als ereburger van de stad Cochabamba en de samenwerking tussen de UU en de UMSS op het vlak van de geografie is inmiddels een feit”.
In 1990 en 1994 werd deze benoeming verlengd. Daarmee was hij de langstzittende rector magnificus die de Utrechtse universiteit ooit heeft gehad. In 1997 aanvaardde Van Ginkel een benoeming als rector van de UNU, de Verenigde Naties Universiteit in Tokio. Tegelijk met deze benoeming werd hij deeltijd-hoogleraar ‘Human Geography and Planning’ aan de faculteit Ruimtelijke Wetenschappen. Op 1 juli 2001 kreeg hij eervol ontslag. In 2008 keerde hij er terug als gasthoogleraar met de leeropdracht ‘Sustainable urban futures’.

### Rector United Nations University
Van Ginkel was 10 jaar rector van de UNU (de maximale benoemingsperiode). De UNU heeft als doelstelling het verzamelen en verspreiden van kennis over problemen die wereldwijd spelen, zoals natuurrampen, urbanisatie, vrede en veiligheid en landbouw. Onder zijn bestuur werden nieuwe instituten aan de UNU (een typische netwerkuniversiteit) toegevoegd zoals UNU-CRIS (Comparative Regional Integration Studies) in Brugge, UNU-EHS (Environment and Human Security) in Bonn en UNU-IIGH (International Institute on Global Health) in Kuala Lumpur.
In 2007 ontving hij van de Japanse keizer een hoge onderscheiding (the Orde of the Rising Sun Grand Cordon)

### Eredoctoraten
Hans van Ginkel ontving verschillende eredoctoraten.
- In 1997 van de Universitatea Babes-Bolyai of Cluj in Roemenië
- In 2003 van de State University of California (Sacramento).
- In 2005 van de University of Ghana, Legon in Ghana
- In 2006 van de Technical University of Zvolen in Slowakije
- In 2007 van de McMaster University, Ontario, Canada.

### Overlijden
Hans van Ginkel overleed op 27 juli 2023 op 83-jarige leeftijd.

## Wetenschappelijk werk
Van Ginkel heeft over een grote verscheidenheid aan onderwerpen gepubliceerd. Globaal gesproken kan een viertal aandachtsvelden worden onderscheiden: stads- en bevolkingsgeografie, algemene sociale geografie, regionale geografie in het bijzonder van Zuidoost-Azië en beleidsmatige studies over de rol van universiteiten bij het aanpakken van wereldproblemen.

### Stads- en bevolkingsgeografie
Halverwege de jaren zeventig werden overal in Nederland Mavo-applicatiecursussen gegeven door stafleden van de universitaire geografische instituten. Vanuit Utrecht werden deze bijscholingscursussen gegeven in Utrecht, Eindhoven en Breda. Van Ginkel en zijn collega’s streefden ernaar van de collegeteksten een samenhangend geheel te maken. Zo ontstond de serie Wereld in stukken. Van Ginkel was betrokken bij het deel Zicht op de landbouw (1974) en het deel Zicht op de stad (1977). In Zicht op de stad schreef Van Ginkel met zijn collega O. Verkoren de Inleiding en een hoofdstuk over steden in ontwikkelingslanden. Van Ginkel kon in het laatstgenoemde hoofdstuk veel van zijn ervaringen met stedelijke ontwikkelingen in Zuidoost-Azië kwijt. Hij besteedde uitvoerige aandacht aan de stedelijke ontwikkeling van Bangkok en hij merkte op dat zelfs als de migratie naar de stad zou verminderen, de huisvestingsproblemen onverminderd groot zouden blijven. Dit in tegenstelling tot de toen geldende mening dat het remmen van de migratie vanuit de plattelandsgebieden een oplossing zou bieden.
Het fundament voor zijn talrijke publicaties op het terrein van de stads- en bevolkingsgeografie legde Van Ginkel met het werk aan zijn proefschrift. Het thema was de suburbanisatie en de vorming van nieuwe woonmilieus. Het proefschrift werd uitgegeven in twee delen. In Deel 1 geeft Van Ginkel een uitvoerige behandeling van de ontwikkeling van de sociale geografie in Nederland in de periode 1960-1980. Dat diende als achtergrond voor een beschouwing over de plaats van de residentiële geografie binnen de sociale geografie. Het begrip woonmilieu kreeg veel aandacht. Van Ginkel definieert het als ‘het geheel van in een gebied geldende, externe condities die op de vestiging en het wonen van huishoudens van invloed zijn’ (Van Ginkel, 1979A, p. 74). Uiteindelijk leidden de uitvoerige theoretische beschouwingen tot het opstellen van een suburbanisatietypologie. In het tweede deel van de dissertatie volgde de empirische toetsing. Het resultaat was een woonmilieutypologie (4 hoofdtypen en 13 subtypen).
Uiteraard is deze typologie tijd- en ruimtegebonden. De ontwikkeling van de informatietechnologie sinds 1980 gaf meer mogelijkheden voor het bewerken van omvangrijke databestanden met grotere ruimtelijke detaillering. Het is niet meer noodzakelijk uit te gaan van vaste bestuurlijke of statistische ruimtelijke indelingen. Maar wat verloren ging, is de relatie met de stadsgeografische theorie. Dat vindt Henk Ottens (2001, 31) de grote kracht van Van Ginkels werk op dit terrein: het evenwicht tussen theorie, praktijk en methode.

### Algemene Sociale Geografie
Zijn publicaties op het gebied van de Algemene sociale geografie illustreren zijn belangstelling voor ‘brede’ onderwerpen. Van Ginkel is een goed voorbeeld van een generalist die in staat is overzichtsartikelen te schrijven over de ontwikkeling van het vakgebied. Hij redigeerde met Marc de Smidt een speciale aflevering van het TESG Tijdschrift voor economische en sociale geografie over 75 jaar sociale geografie in Utrecht (1983) en schreef daarin zelf een artikel over de ontwikkeling van de residentiële geografie in Utrecht. Met anderen publiceerde hij het handboek Algemene Sociale Geografie (1984) en in 1989 voerde hij met Ben de Pater en Gerard Hoekveld de redactie van het tweedelige handboek Nederland in delen. Ook de theoretische grondslagen van de regionale geografie had zijn interesse. Hij publiceerde met Ben de Pater over het regiobegrip (1986) en over de nieuwe regionale geografie (1987).

### Regionale geografie
In de regionale studies zijn twee aandachtsvelden te onderscheiden. Het eerste betreft de DDR. Van Ginkel leidde tussen 1973 en 1985 excursies voor ouderejaars studenten naar dit deel van Duitsland. In het verlengde daarvan publiceerde hij met Ger de Rijk over de socialistische stedenbouw en over de bruinkoolwinning in de DDR. Studenten waren verplicht om bijdragen te leveren aan de verslagen van deze excursies en Leo Paul (2001) merkt daarover op dat deze gedetailleerde verslagen belangrijker worden omdat het steeds moeilijker wordt een goed beeld te schetsen van de DDR-tijd: “De verslagen die in de loop der jaren zijn verschenen bieden nu een mooie longitudinale doorsnede van een fascinerend gebied in Midden-Europa” (Paul, 2001, 107).
Het tweede aandachtsveld is Zuidoost-Azië. Van Ginkel schreef in de jaren zeventig alle geografische lemmata over Birma, Cambodja, Laos, Thailand, Vietnam, de Filipijnen en Japan in de Grote Nederlandse Larousse Encyclopaedie. In 1991 verzorgde hij o.a. een aantal lemmata over Indonesië in een encyclopedisch overzicht van de moderne geografie (Dunbar, 1991).

### Aardrijkskundeonderwijs
Van Ginkel heeft veel betekend voor het aardrijkskundeonderwijs. Hij heeft het Koninklijk Nederlands Aardrijkskundig Genootschap veel geadviseerd en hij maakte deel uit verschillende commissies. Zo was hij voorzitter van de Werkgroep Eindexamenprogramma’s Aardrijkskunde (1988). De voorstellen van deze werkgroep zijn nooit gerealiseerd omdat kort na het verschijnen van het rapport van de werkgroep de vakprogramma’s voor de basisvorming ontwikkeld moesten worden (Van der Vaart, 2001, 145). De werkgroep formuleerde als visie de ‘open aardrijkskunde’, een integratief concept waaraan verschillende wetenschapsgebieden een bijdrage konden leveren. Er moest veel aandacht zijn voor actuele vraagstukken (zoals Europese integratie, de beschikbaarheid en uitputting van natuurlijke hulpbronnen, de ontwikkeling van het landschap en milieuvraagstukken). Voor Van Ginkel moest de aardrijkskunde een brug slaan tussen de natuurwetenschappen en de mens- en maatschappijwetenschappen, waardoor de leerling een samenhangend beeld kreeg van zijn of haar leefwereld.

### Universiteiten en kennisontwikkeling
Vanaf 1986 verschoof het zwaartepunt van zijn belangstelling geleidelijk naar de rol van universiteiten in het tijdperk van globalisering. In rectorale redes werd de groeiende betekenis van kennisnetwerken voor het voetlicht gebracht en de daaruit voortvloeiende noodzaak voor de universiteiten om tot strategische allianties te komen. In 2006 vroeg hij zich af op welke wijze de universiteiten van de 21e eeuw hun functie als dé centra voor creativiteit en innovatie konden handhaven. De globalisering, de opkomst van de kennis- en de netwerksamenleving hebben tot een copernicaanse omwenteling in de positie van individuele universiteiten geleid. Universiteiten moeten hun externe netwerken versterken en diversificeren. Maar tegelijk waarschuwde hij dat geen enkele samenleving zich kan veroorloven de controle over de activiteiten en de koers van de universitaire instellingen te verliezen. Dat neemt niet weg dat de universiteiten een grote mate van autonomie moeten hebben. Te grote staatscontrole leidt tot bureaucratie en verlies aan innovatievermogen.

## Publicaties (selectie)
Een volledig overzicht voor de periode 1968-2001 is te vinden in: Joost Hauer en Ben de Pater: De charmes van het vak (2001).
- 1970. Bangkok: smaragd of steen? Problemen rond groei en verandering van een Zuidoostaziatische stad
- 1974. Mensen en bedrijven in en om het Groene Hart (met Henk Ottens)
- 1974. Landbouw in de socialistische landen van Oost-Europa
- 1975. Bruinkool: de basis van de energievoorziening in de DDR (met G. de Rijk)
- 1975. Wonen in socialistische steden: een verkenning in de DDR (met G. de Rijk)
- 1976. Bewoners van het Groene Hart: een nadere verkenning (met J.J. Harts)
- 1977. Zicht op de stad. Sociaal-geografische beschouwingen over steden en stedengroei (met anderen)
- 1978. Platteland in Nederland: inleiding
- 1979. Suburbanisatie en recente woonmilieus (proefschrift)
- 1979. Bevolkingsspreiding en mobiliteit (met J.J. Harts)
- 1982. Habitat en verwante begrippen in de sociale geografie
- 1983. Mirror of a changing society – the development of residential geography at Utrecht
- 1984. Algemene Sociale Geografie (met A.G.J. Dietvorst, A.O. Kouwenhoven, B.C. de Pater en W.J. van den Bremen)
- 1984. Urbanisation, suburbanisation et rurbanisation aux Pays-Bas; un siècle de movement migratoire vers les villes et hors des villes.
- 1986. Het begrip ‘regio’ (met B. de Pater)
- 1986. De bevolking en Woningvoorraad en stadsvernieuwing
- 1986. Racial leapfrogging in a controlled housing market (met F.J.J.H. van Hoorn)
- 1986. Sozialräumliche Prozesse innerhalb der Randstad 1975-1984. Entwicklungstendenzen nach dem Höhepunkt der Suburbanisierung
- 1987. De rehabilitatie van de regionale geografie (met B. de Pater)
- 1989. Nederland in delen: een regionale geografie (redactie met Gerard Hoekveld en B.C. de Pater)
- 1990. The changing view of the world in major geographical textbooks (met L. Paul)
- 1994. Verkenner en voortrekker: Marc de Smidt en de Utrechtse Geografie
- 1996. Geography and professional practice (redactie met V. Berdoulay)
- 1999. 'Networks and Strategic Alliances within and Between Universities and with the Private Sector'
- 2000. In quest of ‘human security’ (met Edward Newman)
- 2000. On civil society, human insecurity and the role of UN (met Ramesh Thakur)
- 2001. Building a Culture of Understanding: The Role of the University
- 2002. Human Development and the Environment - Challenges for the United Nations in the New Millennium (met anderen)
- 2002. Interlinkages: Synergies and Cooperation
- 2003. What does Globalization Mean for Higher Education?
- 2005. Implications of the Information Society on Participatory Governance
- 2005. 'Asian Urbanization and Local and Global Environmental Challenges' (met Peter J. Marcotullio), in: Managing Urban Futures
- 2006. Responsibilities, Challenges, Opportunities and Governance - Rethinking the University for the 21st Century
- 2007. Institutional and Political Challenges of Accreditation at the International Level (met Marco Antonio Rodrigues Diaz)

- Bibsys: 90125165
- CiNii: DA13881420
- Gemeinsame Normdatei: 124230199
- International Standard Name Identifier: 0000 0001 1266 1357
- Library of Congress Control Number: n80023068
- Nationale Bibliotheek van Israël: 987007436716805171
- Nederlandse Thesaurus van Auteursnamen: 069767211
- Réseau des bibliothèques de Suisse occidentale: 02-A012440684
- Système universitaire de documentation: 057683816
- Virtual International Authority File: 93309342
- WorldCat: E39PBJxmJvw836mg8QvcBp7mBP